# العلاقات الجزائرية الصحراوية
تشير العلاقات بين الجزائر والجمهورية العربية الصحراوية الديمقراطية إلى العلاقات التاريخية والحالية بين الجمهورية الجزائرية الديمقراطية الشعبية والجمهورية العربية الصحراوية الديمقراطية. والجزائرهي ثالث دولة في العالم تعترف بالجمهورية الصحراوية الديمقراطية في 6 مارس 1976،
```
أقيمت علاقات دبلوماسية رسمية بعد ذلك بوقت قصير. وافتتحت السفارة الصحراوية في 
الجزائر العاصمة
 في ذلك العام، خلال حكومة 
هواري بومدين
.
[
2
]
```